# Cryptocarya aristata
Cryptocarya aristata är en lagerväxtart som beskrevs av André Joseph Guillaume Henri Kostermans. Cryptocarya aristata ingår i släktet Cryptocarya och familjen lagerväxter. Inga underarter finns listade i Catalogue of Life.